# Linda Mendoza
Linda Mendoza Kahle es una directora de cine y televisión estadounidense de ascendencia mexicana.

## Carrera
Su carrera como directora comenzó en 1992, dirigiendo segmentos promocionales para las cadenas Fox y MTV. Luego pasó a dirigir y producir sketches para las series de Nickelodeon Roundhouse y All That. Otros de sus créditos en televisión incluyen The Chris Rock Show, The Brothers García, Unfabulous, Girlfriends, The Bernie Mac Show, Outsourced, MADtv, Scrubs, Gilmore Girls, 30 Rock, Unbreakable Kimmy Schmidt, Suburgatory y Crazy Ex-Girlfriend. Debutó como directora de largometrajes con la película de 2003 Chasing Papi, protagonizada por Eduardo Verástegui, Roselyn Sánchez, Sofía Vergara y Jaci Velasquez.
Ha dirigido dos episodios de la serie original de Netflix  "Yo nunca (serie)" estrenada en 2020.
En 2008, Mendoza ganó un premio ALMA por dirigir el episodio de Ugly Betty, "Betty's Baby Bump".